# 1976年冬季残疾人奥林匹克运动会挪威代表团
1976年冬季残疾人奥林匹克运动会挪威代表团是挪威派出的1976年冬季残疾人奥林匹克运动会代表团。获得7枚金牌、3枚银牌和2枚铜牌。